# Rajon Slatina
Rajon Slatina (bulgariska: Район Слатина) är ett distrikt i Bulgarien. Det ligger i kommunen Stolitjna Obsjtina och regionen Sofija-grad, i den västra delen av landet. 
Runt rajon Slatina är det i huvudsak tätbebyggt. Runt rajon Slatina är det tätbefolkat, med 849 invånare per kvadratkilometer.